# Jan Weber

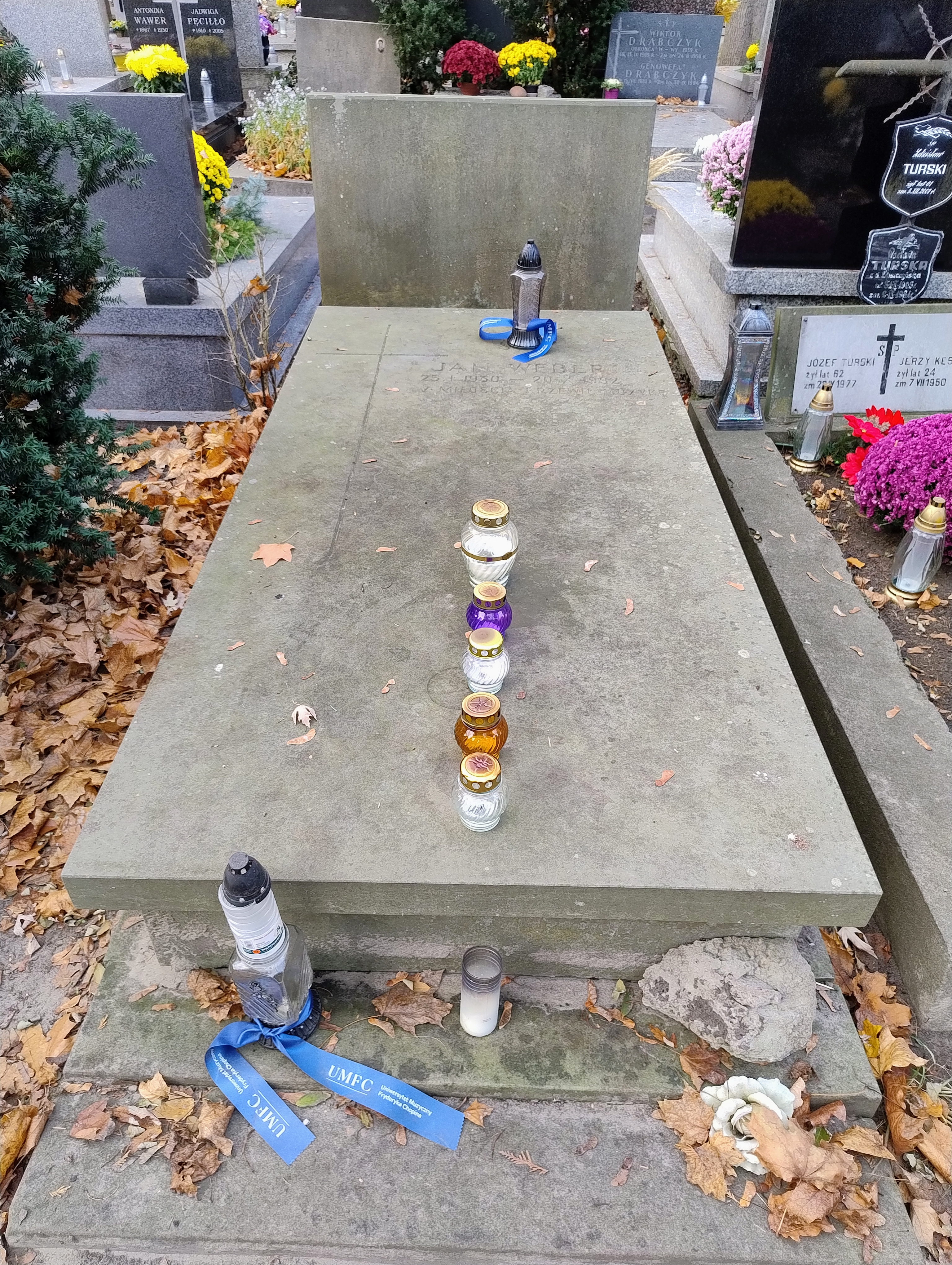
Grób Jana Webera na Powązkach Wojskowych (2024)

Jan Weber (ur. 25 stycznia 1930 w Parczewie, zm. 20 października 1992 w Warszawie) – polski muzykolog, krytyk muzyczny, dziennikarz.
Jan Weber był absolwentem katedry muzykologii Uniwersytetu im. Adama Mickiewicza w Poznaniu. Wkrótce po studiach podjął współpracę z Polskim Radiem i Telewizją, gdzie później został dyrektorem Naczelnej Redakcji Muzycznej. Dzięki swoim błyskotliwym audycjom, a także setkom recenzji i wypowiedzi publikowanych w prasie codziennej i specjalistycznej, m.in. w „Ruchu Muzycznym”, Weber stworzył wzorzec muzycznego krytyka i popularyzatora muzyki.
Znawca pianistyki, w tym szczególnie twórczości Fryderyka Chopina i Ferenca Liszta. Od 1956 związany głównie z Polskim Radiem. Stworzył własny styl prezentacji muzyki poważnej, który polegał na gawędzie, przytaczaniu anegdot, i który przede wszystkim opierał się na jego ogromnej wiedzy związanej ze światową pianistyką. W radiowej Trójce prowadził takie audycje jak „Koncerty zatrzymane w czasie”, „Niezapomniane koncerty fortepianowe”, „Wielki pianista Władymir Horowitz”, a także wiele innych poświęconych zwłaszcza pianistyce m.in. wykonaniom Vladimira Horowitza czy Krystiana Zimermana. Popularny był jego cykl audycji zatytułowany „Reminiscencje muzyczne”. Audycje Jana Webera uczyniły dla propagowania muzyki poważnej więcej niż całe pokolenia popularyzatorów. Był również autorem programów telewizyjnych („Rozmowy o muzyce”). W 1977 w Australii był składzie jury pierwszego konkursu pianistycznego Sydney International Piano Competition oraz w latach 1985–1990 jurorem trzech międzynarodowych konkursów płytowych Grand Prix du Disque Frédéric Chopin, organizowanych przez Towarzystwo im. Fryderyka Chopina.
Jego żoną była Irena Myczka-Weber, zajmująca się także muzyką dziennikarka radiowa, jedna z autorek Encyklopedii muzycznej PWM.
Pochowany na Cmentarzu Wojskowym na Powązkach.